# Carson (Dakota Północna)
Carson – miasto w Stanach Zjednoczonych, w stanie Dakota Północna, stolica hrabstwa Grant. W 2008 liczyło 265 mieszkańców.